# Estación de Aldaya
Aldaya (en valenciano: Aldaia) es una estación ferroviaria situada en el municipio español de Aldaya en la provincia de Valencia, comunidad autónoma de la Comunidad Valenciana. Disponía de servicios de media distancia hasta el 8 de enero de 2021, y forma parte de la línea C-3 de Cercanías Valencia.

## Situación ferroviaria
La estación se encuentra en el punto kilométrico 80 de la línea férrea 310 de la red ferroviaria española que une Aranjuez con Valencia. Más concretamente, este kilometraje tiene que ver con la sección Utiel-Valencia donde Utiel se toma como pk.0. Tomando la línea en su conjunto, el pk. correspondiente es el 344,8. El tramo es de vía única y está sin electrificar. 

## Historia
La estación fue abierta al tráfico el 31 de julio de 1883 con la finalización del tramo Valencia-Buñol de la línea que pretendía unir inicialmente Valencia con Cuenca aunque finalmente se detuvo en Utiel. Las obras corrieron a cargo de la Sociedad de los Ferrocarriles de Cuenca a Valencia y Teruel, que en 1886 pasó a ser conocida como la Compañía de los Caminos de Hierro del Este de España. Sin grandes tráficos estables ni enlaces con ninguna línea de peso, «Este» se vio abocada a la bancarrota, siendo anexionada por la compañía «Norte» en 1892. Norte mantuvo la gestión de la estación hasta la nacionalización de la red de ancho ibérico en 1941 y la creación de RENFE. Desde el 1 de enero de 2005, tras la extinción de la antigua RENFE, Renfe Operadora explota la línea mientras que Adif es la titular de las infraestructuras.

## La estación
Posee dos andenes laterales con salida al exterior cada uno, un paso inferior no adaptado a personas con movilidad reducida y un edificio estación, tal y como se ve en la foto al pie.

## Servicios ferroviarios

### Media Distancia

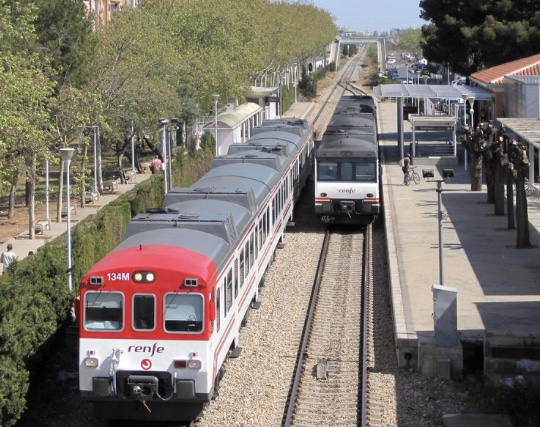
Andenes de la estación en 2021

En esta estación efectuaban parada diariamente los trenes regionales asociados a la línea 48 de los servicios de media distancia que unían Madrid y Aranjuez con Cuenca y Valencia, a razón de dos en cada sentido. Los trenes de la mañana tenían origen o destino en Aranjuez de lunes a viernes y los de la tarde de lunes a jueves, por lo que había que hacer un cambio de tren en Aranjuez si se pretendía continuar el viaje hasta Madrid. El resto tuvieron su origen o destino en Madrid-Atocha.

### Cercanías
Forma parte de la línea C-3 de Cercanías Valencia. Es cabecera de algunas relaciones de la línea y parada de los trenes CIVIS.
| procedencia/destino | < estación           | Línea | estación >      | destino/procedencia |
| ------------------- | -------------------- | ----- | --------------- | ------------------- |
| Valencia-Norte      | Chirivella-Alquerías |       | Loriguilla-Reva | Utiel               |